# 奇怪的電話
《奇怪的電話》是日本獨立開發者yuta製作的解密遊戲，於2017年1月27日登陸手機平台，2019年先後在Microsoft Windows及任天堂Switch平台上線。遊戲講述少女吉爾陷入一個詭異的黑暗世界，她藉著電話小怪物「格雷厄姆」的力量穿越不同世界，尋找回家的道路。

## 遊戲玩法
《奇怪的電話》採用解謎遊戲的遊玩方式，玩家扮演少女吉爾，因不知名陷入一個黑暗的世界，唯一能回到現實的門需要鑰匙才能打開。少女藉著電話小怪物「格雷厄姆」的力量，通過撥打6個號碼的電話，可以進入不同的世界冒險，收集道具解密，繼而離開這個神秘世界。遊戲中每組電話號碼都是一個世界，玩家可以輸入數字0到9、星號和井號，合計有三百多萬個組合，每次撥打電話會提高GLITCH值，該數值越高，遊戲畫面約模糊，數達到5時遊戲結束。遊戲使用自動存檔，會保留之前獲得的道具，掛掉電話和重啟遊戲會重置GLITCH值。遊戲前期可以獲得一個「分類器」的道具，可以在撥打電話前看到那個世界有什麼物品。

## 開發及發行
yuta是一個獨立遊戲開發者，在中學三年級時，他就利用「STG CIRCLE」在DOCOMO手機上製作了第一個遊戲，之後就自學程序製作遊戲，並陸續在DOCOMO手機上推出發佈作品。2015年yuta從手機號碼獲得靈感，構思出《奇怪的電話》的雛形。專案早期使用Java架構的libGDX開發，專案計劃跨平台發售。yuta在同年7月的獨立遊戲展BitSummit上展出遊戲試玩版，他表示該作將在該年第二季度在電腦和手機上發佈。不久由於libGDX用於跨平台的工具RoboVM被微軟收購，yuta預感工具未來會失效，所以改用另一個遊戲引擎LÖVE重新開發。
專案美術為像素風格，yuta藉著更換引擎，新版本根據網絡上的意見重做了美術，美術風格更為可愛。專案的美術yuta使用GarageBand製作，為了配合世界觀和美術風格，yuta選擇插件YMCK和Magical 8bit Plug創作8bit音樂。新版本yuta早期使用業餘時間開發，2016年末，yuta辭去工作全身投入到開發中。2017年1月27日，遊戲在Android和iOS平台發佈。yuta原計劃在同年發行電腦版，手機版發售後，yuta收到很多不同的意見，決定使用遊戲引擎Unity開發電腦版並重做遊戲，加入更多新的想法。2019年1月21日，發行商PLAYISM宣佈遊戲的電腦版在Steam發售。電腦遊戲版本為2.0，除了新增地圖和道具與角色之外，結局也增加至六個。同年11月7日，PLAYISM發佈遊戲的任天堂Switch版。手機版也更新為2.0，遊戲結局增加到十一個。任天堂Switch版特別適配Joy-Con的操作，內容與更新後的手機版一致。

## 評價
遊戲在日本App Store發售後，最高登上付費榜第二名。2017年東京電玩展Sense of Wonder Night上，該作獲得「最佳實驗遊戲獎」。
遊戲的世界觀和美術風格獲得《Fami通》、Appget、Adventure Gamers和Rock, Paper, Shotgun評論員的好評。Appget編輯高野京介表示遊戲獨特的美術風格，讓人有身處噩夢中的感覺，是一種很獨特的視覺體驗，她還稱讚像素風格的女主角很可愛。Adventure Gamers評論員稱讚遊戲的精靈圖十分生動，每個場景只用有限的顏色，就塑造出很高的辨識度。
觸樂、AUTOMATON、Appget、TouchArcade評論員均將遊戲與風格類似的《夢日記》作對比，TouchArcade評論員認為《夢日記》的愛好者大概會喜歡這個遊戲，普通玩家遊玩該作只會「厭煩和困惑」。AUTOMATON評論員Syohei Fujita則稱讚該作更勝《夢日記》一籌，「《夢日記》是一個巨大未知的璞玉，而該作是精雕細琢的寶石」，遊戲使用電話系統，在有序和無序中找到了平衡。
遊戲玩法方面，Adventure Gamers、《Fami通》評論員、《南華早報》和巴哈姆特電玩資訊站均表示遊戲可玩性不足。和認為遊戲的電話探索玩法初期體驗很有趣，但是探索過程中線索極少，缺乏目標，很快體驗就變得沉悶。Rock, Paper, Shotgun評論員
批評一些謎題的設計不合理，他直言這是一個「巧妙偽裝、設計拙劣的點擊式冒險遊戲」。

## 外部連結
- 官方网站 （日語）